# Jeßling
Jeßling ist Gemeindeteil  von St. Wolfgang im oberbayerischen Landkreis Erding und eine Gemarkung. Bis 1971 bestand die Gemeinde Jeßling.

## Geographie
Der Weiler Jeßling liegt auf den westlichen Abhängen des Gattergebirges etwa zwei Kilometer nordöstlich von St. Wolfgang an einer untergeordneten Straße zwischen Großschwindau und der Kreisstraße ED 22.

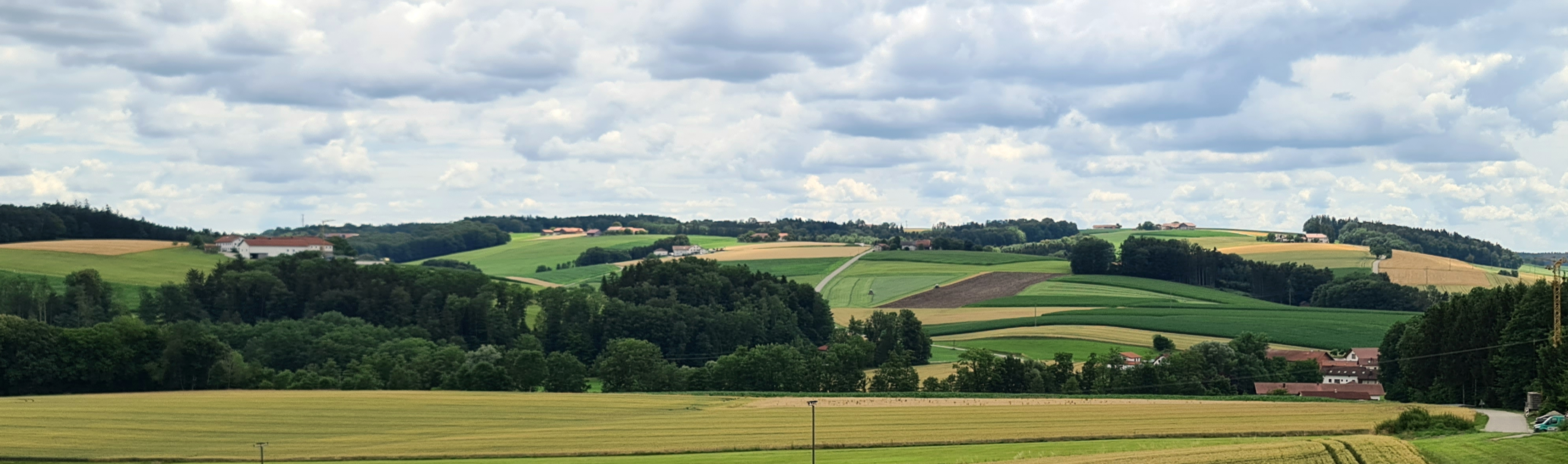
Blick von Endgassen auf die Nordhälfte der ehemaligen Gemeinde Jeßling

Die Gemarkung Jessling liegt im Osten des Gemeindegebiets von Sankt Wolfgang und hat eine Fläche von etwa 819 Hektar. Auf der Gemarkung liegen die Gemeindeteile Anzenberg, Aschau, Baier, Deyern, Eichholz, Eisenberg, Freiling, Friedenheim, Grabenstätt, Gumpenstätt, Hammer am Berg, Herrnwies, Hohmanstett, Holz, Holznachbarn, Jeßling, Klaus, Leitmannstätt, Mammersreit,  Neuwies, Reitermann, Schachen, Schmidberg, Steinbach, Thal, Weizenbach, Wernhardsberg, und Wohlmannstätt der Gemeinde St. Wolfgang. Zum 31. Dezember 2011 hatten die Orte auf der Gemarkung Jeßling in Summe 476 Einwohner.

## Geschichte
Jeßling gehörte historisch zur Grafschaft Haag und später zum Landkreis Wasserburg am Inn.
Als echter Ing-Ort wurde Jeßling während der bajuwarischen Landnahme im 8. oder 9. Jahrhundert besiedelt, genaue Unterlagen fehlen dazu. Der Ortsname bezieht sich nicht wie lange angenommen von einem Sippenführer namens „Jetzilo“, da der Weiler erst seit 1796 so geschrieben wird. Der ursprüngliche Ortsname lautet Isling, was sich von Eisen herleitet, da die althochdeutsche Bezeichnung für das Metall „Isen“ lautet. Von 1566 bis 1600 hieß der Ort Ysling. Im Jahr 1600 bestand Jeßling aus drei Höfen (Hingerl, Schmid, Reitmair, letzterer ein Wehrbauerngut) und einer Schmiede. Erst im Jahr 1969 wurde der Weiler mit dem Bau der Ortsverbindungsstraße von Großschwindau über Jeßling nach Geigersöd ans regionale Straßennetz angebunden.

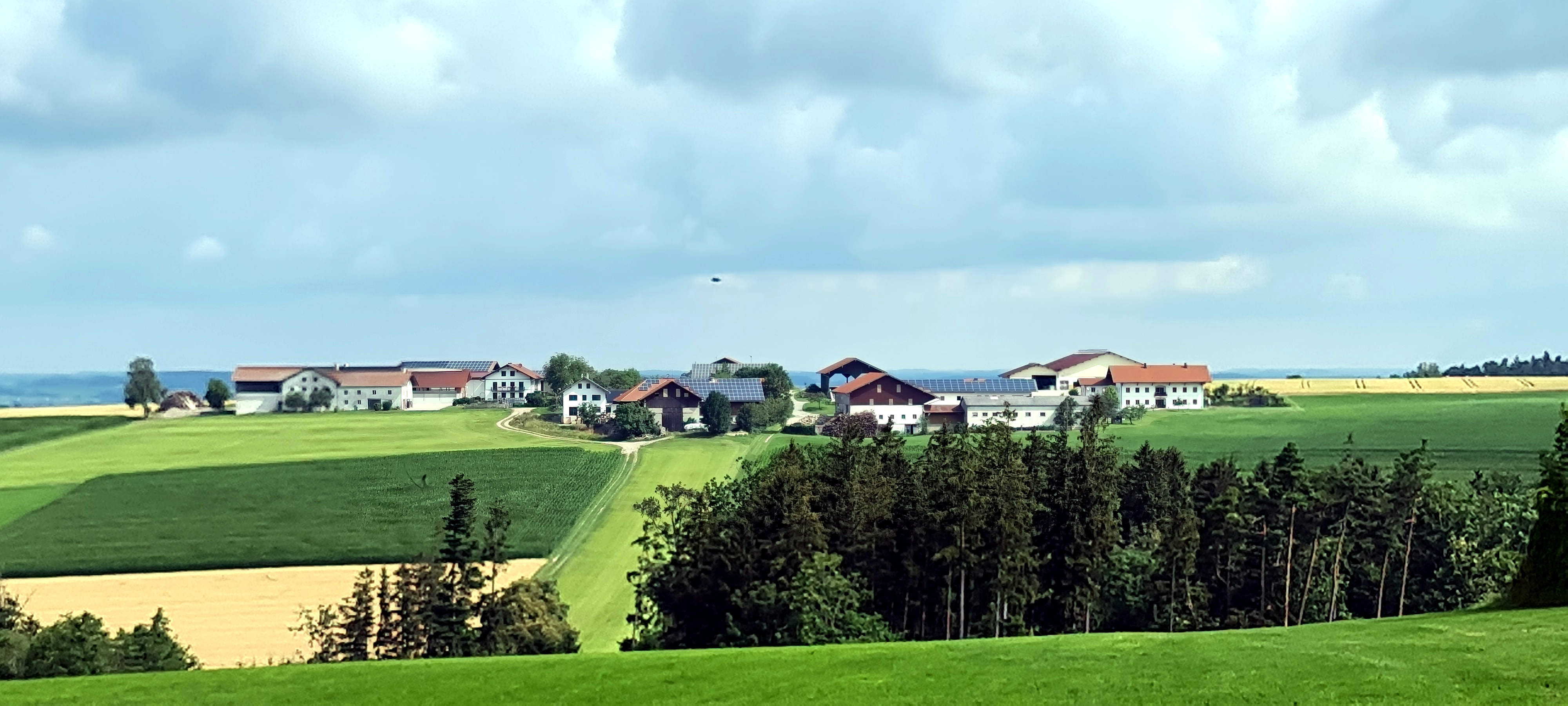
Ortsansicht von Süden

Die Gemeinde Jeßling wurde am 1. April 1971 nach St. Wolfgang eingemeindet. Sie hatte eine Fläche von 819,39 Hektar (1964) und bei der Volkszählung 1961 insgesamt 308 Einwohner in den 28 Orten Anzenberg, Aschau, Baier, Deyern, Eichholz, Eisenberg, Freiling, Friedenheim, Grabenstätt, Gumpenstätt, Hammer am Berg, Herrnwies, Hohmanstett, Holz, Holznachbarn, Jeßling, Klaus, Leitmannstätt, Mammersreit,  Neuwies, Reitermann, Schachen, Schmidberg, Steinbach, Thal, Weizenbach, Wernhardsberg und Wohlmannstätt.